# 平山镇 (鹿寨县)
平山镇，是中华人民共和国广西壮族自治区柳州市鹿寨县下辖的一个乡镇级行政单位。

## 行政区划
平山镇下辖以下地区：
平山社区、大阳村、九简村、孔堂村、芝山村、石龙村、青山村、中村、龙婆村、榨油村和屯秋村。